# Artikelpräposition
Eine Artikelpräposition ist in der Sprachwissenschaft eine Zusammenfügung aus einer Präposition und einem definiten oder indefiniten Artikel zu einem neuen Wort.
Eine Artikelpräposition  ist in manchen Fällen nicht mehr in seine Konstituenten zerlegbar. Im Deutschen fügen sich etwa in und dem zu im zusammen. Unter gewissen Umständen entsteht dabei ein neuer Kontext, so bedeutet etwa beim Arzt, am Beginn nicht unbedingt das gleiche wie bei dem Arzt, an dem Beginn.

## Artikelpräpositionen in anderen Sprachen
Viele romanische Sprachen und Dialekte sind sehr reich an Artikelpräpositionen. Im Unterschied zum Deutschen sind sie hier zu einer untrennbaren Einheit verschmolzen und übernehmen auch morphosyntaktische Funktionen, die etwa im Lateinischen durch die Deklination übernommen wurden. 
Während das Neuspanische (im Gegensatz zum Altspanischen) etwa sehr arm an Artikelpräpositionen ist (de + el > del, a + el > al), sind etwa das Italienische und besonders das Friaulische und Portugiesische sehr reich an diesen Formen. Im Italienischen fusionieren die Präpositionen a, di, da, in und su mit den definiten Artikeln (in früheren Sprachstadien auch con und per > col (< con + il), pel (< per + il)) zu al, del, dal, nel und sul (< a + il, di + il) etc.  Im Friaulischen und Portugiesischen verschmelzen nicht nur die definiten, sondern auch die indefiniten Artikel mit der Präposition, vgl. friaul. in + il > intal, in + un > intun etc., portug. em + a > na, em + uma > numa etc. 
Im Rumänischen ist der definite Artikel grundsätzlich enklitisch (z. B. tren-ul – "der Zug", wörtlich "Zug-der"), der indefinite Artikel kann jedoch mitunter mit der Präposition verschmelzen: intre + o > intr-o. Im Französischen, das in seiner mittelalterlichen Sprachstufe über mehr Artikelpräpositionen verfügte, verfügt heute noch über zwei Kontraktionen bei de und à > du bzw. des und au bzw. aux in Verbindung mit den Artikeln le bzw. les. Im Falle von au ist der lautliche Unterschied zur reinen Präposition so stark, dass diese nicht mehr erkennbar ist.